# Райна Гаврилова
Райна Димитрова Гаврилова е българска историчка и антроположка.

## Биография
Родена е на 22 юни 1957 година. През 1976 година завършва 9-а френска езикова гимназия „Алфонс дьо Ламартин“, а през 1982 година – история в Софийския университет „Климент Охридски“, където от следващата година преподава в катедра „История и теория на културата“ на Философския факултет. От 1984 година е секретен сътрудник на 14 отдел („Културно-историческо разузнаване“) на Първо главно управление на „Държавна сигурност“.
Работи главно в областта на историята на културата и историческата антропология. Последователно е заместник-министър на културата (2000 – 2001), изпълнителен директор на Института „Отворено общество – София“ (2001 – 2005), изпълнителен директор на Тръста за гражданско общество в Централна и Източна Европа (2005 – 2010), заместник-директор по международната дейност на Фондация „Отворено общество“ (2011 – 2014).